# Granatiere (cacciatorpediniere 1938)
Il Granatiere è stato un cacciatorpediniere della Regia Marina e successivamente della Marina Militare.

## Storia

### Il servizio nella Regia Marina e la seconda guerra mondiale
Nel 1939 svolse una crociera lungo le coste della Spagna.

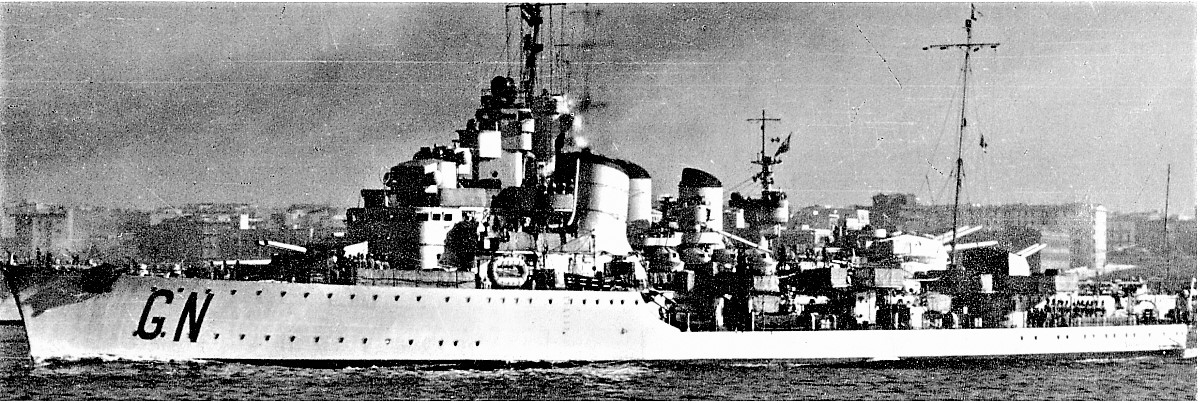
Il Granatiere fotografato nel 1940

All'inizio della seconda guerra mondiale era caposquadriglia della XIII Squadriglia Cacciatorpediniere, che formava insieme ai gemelli Bersagliere, Fuciliere ed Alpino.
Il 7 luglio 1940, alle 12.35, lasciò Palermo insieme alle unità sezionarie ed alla VII Divisione incrociatori (Eugenio di Savoia, Duca d’Aosta, Attendolo e Montecuccoli), congiungendosi poi con il resto della II Squadra Navale (incrociatore pesante Pola, Divisioni incrociatori I, II e III per un totale di 7 unità e squadriglie cacciatorpediniere IX, X, XI e XII) che, dopo aver funto da forza di appoggio ad un'operazione di convogliamento per la Libia, si unì alla I Squadra e partecipò alla battaglia di Punta Stilo del 9 luglio; tuttavia la VII Divisione (e con essa la XIII Squadriglia) si congiunse in ritardo con il resto della formazione italiana, a scontro già in corso, avendo così un ruolo solo marginale nella battaglia.
Tra il 30 luglio ed il 1º agosto fornì scorta indiretta – insieme ad Ascari, Bersagliere e Fuciliere, agli incrociatori Pola, Zara, Fiume, Gorizia, Trento, da Barbiano, Alberto di Giussano, Eugenio di Savoia, Duca degli Abruzzi, Attendolo, Montecuccoli ed alle Squadriglie Cacciatorpediniere IX, XII e XV per un totale di 11 unità – a due convogli per la Libia, che videro in mare complessivamente 10 mercantili, 4 cacciatorpediniere e 12 torpediniere.
Intorno a mezzogiorno del 27 novembre salpò da Napoli insieme alle corazzate Giulio Cesare e Vittorio Veneto, al resto della XIII Squadriglia ed alla VII Squadriglia Cacciatorpediniere (Freccia, Dardo, Saetta), prendendo poi parte all'inconclusiva battaglia di Capo Teulada.
L'8 febbraio 1941 salpò da La Spezia insieme alle altre unità della XIII Squadriglia, alla X Squadriglia (Maestrale, Grecale, Libeccio, Scirocco) ed alle corazzate Vittorio Veneto, Cesare e Doria per intercettare la formazione britannica diretta a Genova per bombardare tale città; l'indomani la squadra italiana si congiunse alla III Divisione incrociatori (Trento, Trieste, Bolzano) che con i cacciatorpediniere Carabiniere e Corazziere era partita da Messina, ma non riuscì né ad impedire il bombardamento, né ad individuare le navi inglesi.
Nella mattina del 27 marzo rimpiazzò, con il resto della XIII Squadriglia, la X Squadriglia (Maestrale, Grecale, Libeccio, Scirocco) nella scorta della corazzata Vittorio Veneto, che con varie altre unità – Divisioni incrociatori I (Zara, Pola, Fiume), III (Trento, Trieste, Bolzano) e VIII (Garibaldi e Duca degli Abruzzi), Squadriglie cacciatorpediniere IX (Alfieri, Oriani, Gioberti, Carducci), XVI (Da Recco, Pessagno), XII (Corazziere, Carabiniere, Ascari) – destinata a partecipare all'operazione «Gaudo», poi sfociata nella disastrosa battaglia di Capo Matapan, conclusasi con la perdita di tutta la I Divisione e dei cacciatorpediniere Alfieri e Carducci. Durante tale battaglia le navi della XIII Squadriglia scortarono la Vittorio Veneto, danneggiata da un aerosilurante, difendendola con il proprio fuoco contraereo.
Dal 19 al 21 maggio, funse da scorta indiretta, insieme agli incrociatori Duca degli Abruzzi e Garibaldi ed ai cacciatorpediniere Bersagliere ed Alpino, ad un convoglio per Tripoli (mercantili Preussen, Sparta, Capo Orso, Castelverde e Motia, navi cisterna Panuco e Superga, cacciatorpediniere Euro, Folgore, Fulmine, Strale e Turbine); il convoglio giunse a destinazione senza perdite, nonostante attacchi subacquei.
Il 3 giugno prese il mare da Palermo per far parte, insieme a Bersagliere, Fuciliere ed Alpino ed agli incrociatori Duca degli Abruzzi e Garibaldi, della scorta indiretta del convoglio «Aquitania» (mercantili Aquitania, Caffaro, Nirvo, Montello, Beatrice Costa e la nave cisterna Pozarica, in rotta Napoli-Tripoli con la scorta dei cacciatorpediniere Dardo, Aviere, Geniere e Camicia Nera e della torpediniera Missori); il 4 giugno, mentre le navi si trovavano ad una ventina di miglia dalle isole Kerkennah, furono attaccate da aerei che colpirono il Montello, che esplose senza lasciare superstiti, e la Beatrice Costa, che, irrimediabilmente danneggiata, dovette essere abbandonata ed affondata dal Camicia Nera.
Il 28 luglio uscì in mare unitamente al Bersagliere ed all'VIII Divisione incrociatori (Garibaldi e Montecuccoli) per proteggere gli otto convogli in navigazione tra Italia e Libia; un sommergibile inglese silurò il Garibaldi, arrecandogli gravi danni.
Il 24 settembre 1941, insieme a Bersagliere, Fuciliere e ad un altro cacciatorpediniere aggregato alla XIII Squadriglia, il Gioberti) lasciò Napoli insieme alle corazzate Vittorio Veneto e Littorio ed alla XIV Squadriglia Cacciatorpediniere (Folgore, da Recco, Pessagno) per intercettare un convoglio britannico, ma non vi riuscì.
L'8 ottobre, alle 22.20, salpò da Napoli per scortare in Libia, insieme a Bersagliere, Fuciliere ed Alpino (sui poi si aggiunse la vecchia torpediniera Cascino proveniente da Trapani), il convoglio «Giulia», composto dalla nave cisterna Proserpina e dai trasporti Giulia, Bainsizza, Nirvo, Zena e Casaregis; il Bainsizza ed il Nirvo, colti da avarie, dovettero però riparare a Trapani mentre il 12 ottobre, alle 22.25, aerosiluranti inglesi dell'830° Squadron attaccarono il convoglio ed affondarono lo Zena ed il Casaregis (rispettivamente in 34°52' N e 12°22' E e 34°10' N e 12°38' E): il convoglio «Giulia» fu il primo convoglio a cadere vittima delle decrittazioni operate dall'organizzazione Ultra.

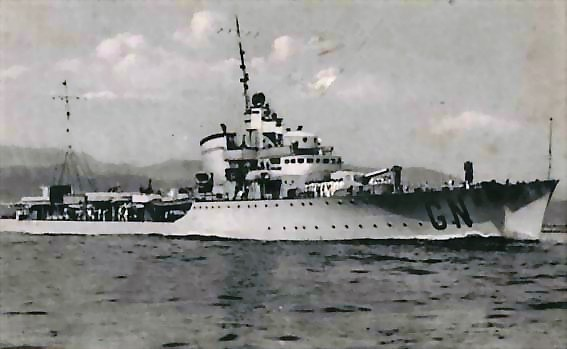
Il Granatiere durante la seconda guerra mondiale

Nella mattinata dell'8 novembre 1941 il Granatiere salpò da Messina insieme alla III Divisione (Trento e Trieste) e ad Alpino, Fuciliere e Bersagliere per fungere da scorta indiretta del convoglio «Duisburg»: tale convoglio, formato dai trasporti Duisburg, San Marco, Sagitta, Maria, Rina Corrado, Conte di Misurata e Minatitlan (con a bordo in tutto 34.473 t di rifornimenti, 389 automezzi, 243 uomini) era diretto a Tripoli con la scorta dei cacciatorpediniere Maestrale, Grecale, Libeccio, Fulmine, Euro ed Alfredo Oriani. Nella notte successiva, il convoglio fu attaccato e distrutto dalla "Forza K" britannica (incrociatori leggeri Aurora e Penelope e cacciatorpediniere Lance e Lively): vennero affondati tutti i mercantili e il Fulmine, mentre il Grecale riportò gravi danni. Il Granatiere non ebbe alcuna parte nel combattimento.
Il 21 novembre 1941 uscì in mare per scortare a Messina, insieme all'incrociatore leggero Garibaldi, ai cacciatorpediniere Vivaldi, da Noli, Alpino, Fuciliere, Corazziere e Carabiniere ed alla torpediniera Perseo, l'incrociatore leggero Duca degli Abruzzi, gravemente danneggiato da aerosiluranti durante una missione di scorta indiretta a due convogli per la Libia.
Alle 17.40 del 13 dicembre salpò da Taranto insieme alle corazzate Littorio e Vittorio Veneto, ai tre cacciatorpediniere sezionari ed alle torpediniere Centauro e Clio (formazione poi rinforzata con l'invio dei cacciatorpediniere Vivaldi, Malocello, da Recco, da Noli e Zeno) fungere da forza di copertura dell'operazione «M 41» (tre convogli per la Libia composti da 6 mercantili, 5 cacciatorpediniere ed una torpediniera), che però fu funestata dagli attacchi sottomarini, che affondarono due trasporti (il Fabio Filzi ed il Carlo del Greco) e danneggiarono seriamente la corazzata Vittorio Veneto.
Il 16 dicembre fece parte, insieme alle corazzate Andrea Doria, Giulio Cesare e Littorio, agli incrociatori pesanti Trento e Gorizia ed ai cacciatorpediniere Bersagliere, Maestrale, Fuciliere, Alpino, Corazziere, Carabiniere, Oriani, Gioberti ed Usodimare, della forza di appoggio all'operazione di convogliamento per la Libia «M 42» (due convogli composti in tutto dai mercantili Monginevro, Napoli, Ankara e Vettor Pisani scortati dai cacciatorpediniere Saetta, Da Recco, Vivaldi, Da Noli, Malocello, Pessagno e Zeno, entrambi partiti da Taranto e diretti a Bengasi – l’Ankara ed il Saetta – e Tripoli – le altre unità –); le navi giunsero indenni a destinazione il 18, mentre il gruppo d'appoggio prese parte ad un inconclusivo scontro con una formazione britannica che prese il nome di prima battaglia della Sirte, nella quale comunque il Granatiere non ebbe un particolare ruolo. Dopo la fine della battaglia, intorno alle sei del mattino del 18 dicembre, il Granatiere, mentre manovrava ad alta velocità, entrò in collisione con il Corazziere: entrambe le navi ebbero vittime (sul Granatiere ci furono, a seconda delle fonti, dai 3 ai 20 morti) e danni gravissimi con la reciproca asportazione della prua, dovendo rientrare a rimorchio a Navarino, dove, dopo iniziali riparazioni, proseguì per Taranto.
I successivi lavori di riparazione e ricostruzione della prua furono molto lunghi, protraendosi sino al settembre 1942. Nel corso di tali lavori il Granatiere subì anche modifiche quali l'eliminazione del pezzo illuminante e l'imbarco di 4 mitragliere da 20 mm.
Alle 22.15 del 15 novembre il Granatiere ed il Bersagliere lasciarono Taranto di scorta alla grande e moderna motonave cisterna Giulio Giordani: si trattava dell'ultima nave cisterna inviata in Libia, con un vitale carico di 7400 tonnellate di carburante e 35 di lubrificanti. Alle otto di sera del 17 novembre aerosiluranti britannici, informati dall'organizzazione Ultra, attaccarono il convoglio a settentrione di Misurata: Granatiere e Bersagliere cercarono di occultare la grossa motocisterna nelle cortine fumogene, ma due siluri la centrarono trasformandola in un rogo. Il Granatiere trasmise alla base il seguente messaggio «Petroliera colpita sta affondando, rimango zona per ricuperare naufraghi fino all'alba» cui Supermarina rispose «Tentate con ogni mezzo salvataggio petroliera. Se affonda, ultimato recupero naufraghi, dirigete Messina per rotta levante aut ponente secondo condizioni mare. Nessuna possibilità rifornimento Tripoli». Dopo inutili tentativi di salvataggio della nave ai due cacciatorpediniere non rimase che raccoglierne i naufraghi e rientrare alla base.
Il 22 marzo 1943 il Granatiere fu colpito e seriamente danneggiato durante un pesante bombardamento aereo statunitense su Palermo: rimasero uccisi 42 uomini dell'equipaggio della nave, mentre altri 24 furono feriti.
Nei successivi lavori di riparazione e modifica ricevette altre 2 mitragliere da 37/54 mm in luogo del complesso lanciasiluri poppiero; fu imbarcato anche un ecogoniometro.
Alla proclamazione dell'armistizio, l'8 settembre 1943, la nave si trovava ancora ai lavori nell'arsenale di Taranto; tornò in servizio solo il 15 ottobre dello stesso anno.
Nel corso del conflitto contro gli Alleati il Granatiere aveva svolto 124 missioni di guerra, percorrendo 47.000 miglia.
Durante la cobelligeranza l'unità fu poi impiegato nell'addestramento al bombardamento controcosta ed in missioni di scorta e trasporto truppe sulle rotte del Nordafrica e per il Mar Rosso.
Il 2 maggio 1944 partecipò, insieme al cacciatorpediniere Oriani, ad un combattimento contro motosiluranti tedesche nelle acque albanesi.
Il 27-28 dicembre 1944 soccorse nel canale di Sicilia il piroscafo jugoslavo Kumanov.

### Il dopoguerra ed il servizio nella Marina Militare italiana

Il Granatiere fotografato nel 1955

Dopo la guerra entrato a far parte della Marina Militare, con l'entrata dell'Italia nella NATO ebbe assegnata la matricola D 550 in sostituzione della vecchia sigla identificativa GN che fino ad allora lo aveva contraddistinto.
L'unità fu rimodernata a più riprese dapprima nel 1948-1949 e poi, in maniera più approfondita, nel 1953-1954, venendo riclassificata fregata nell'ultima parte della sua vita operativa.
Il 9 maggio 1946 la nave scortò l'incrociatore Duca degli Abruzzi nel viaggio da Napoli verso Alessandria d'Egitto. Sul Duca degli Abruzzi erano imbarcati Vittorio Emanuele III e la regina Elena. Vittorio Emanuele aveva abdicato il giorno stesso a Napoli in favore del figlio Umberto, decidendo di recarsi immediatamente in esilio volontario.
Il 26 ottobre 1954 la nave presenziò al ritorno di Trieste all'Italia, insieme all'incrociatore Duca degli Abruzzi e ai cacciatorpediniere Artigliere e Grecale, che fu la prima unità della Marina Militare ad entrare nel Porto di Trieste, con la folla festante che salì a bordo delle unità navali per manifestare la grande gioia agli equipaggi per il ritorno all'Italia.
Nel 1958 il Granatiere fu posto in riserva, quindi disarmato e radiato nel corso dello stesso anno.
Fu demolito nel 1960.
Il nome è stato poi ereditato da un pattugliatore di squadra della classe Soldati, entrato in servizio nel 1996 e andato in disarmo il 20 settembre 2015.

### Comandanti
Capitano di vascello Gerardo Galata' (nato a Napoli il 12 luglio 1893) (1 febbraio 1939 - 11 luglio 1940)
Capitano di vascello Vittorio De Pace (nato a Lecce il 6 settembre 1897) (12 luglio 1940 - 4 ottobre 1941)
Capitano di vascello Ferrante Capponi (nato a Firenze l'11 agosto 1898) (5 ottobre - 27 dicembre 1941) 
Tenente di Vascello Amleto Ferrari (responsabile) (28 dicembre 1941 - 6 novembre 1942) 
Capitano di fregata Agostino Calosi (nato a Firenze il 26 dicembre 1902) (?) 
Capitano di fregata Giuseppe Gregorio (nato a Savona il 3 febbraio 1901) (7 novembre 1942 - 7 agosto 1943)
Capitano di fregata Marcello Pucci Boncambi (nato a Perugia il 21 luglio 1904) (8 agosto - 4 dicembre 1943)